# Frederick Denison Maurice
John Frederick Denison Maurice, född den 29 augusti 1805 i Normanstown, död den 1 april 1872 i Cambridge, var en engelsk predikant och social filantrop. Han var far till John Frederick Maurice och farfar till Frederick Barton Maurice. 
Han var son till en unitarisk präst, bestämdes av denne för prästkallet, men ägnade sig under intrycket av de religiösa slitningarna i hemmet, som fört honom allt längre bort från faderns åskådning, i stället till en början, under några års vistelse i Cambridge, åt juridiska studier. Han greps emellertid av betänkligheter mot att inträda i advokatståndet och sysselsatte sig då under några år med journalistisk verksamhet samt bedrev 1829-31 teologiska studier i Oxford, där han 1831 övergick till Engelska kyrkan.
Prästvigd 1834, blev han 1836 predikant vid Guy's Hospital i London samt 1840 professor i historia och litteratur och 1846 därjämte i teologi vid King's College där. Samma år utnämndes han också till predikant vid juristkorporationen i Lincoln's Inn. Sin professur nödgades han emellertid 1853 lämna på grund av några från kyrkoläran, särskilt i frågan om de eviga straffen, avvikande uttalanden i hans samma år utgivna "Theological essays" (6:e upplagan 1904), en tilldragelse, som blev signalen till en kraftig rörelse för religionsfrihetens fullständigare genomförande i England. År 1860 blev Maurice predikant vid Saint Peters kapell i London och 1866 professor i moralteologi och moralfilosofi i Cambridge.
Mest bekant blev Maurice genom sin sociala verksamhet. Hans befattning som predikant vid Lincoln’s inn hade fört honom i beröring med en grupp yngre jurister, som under hans ledning började i de närliggande fattigkvarteren upptaga en filantropisk-social verksamhet. De våldsamma chartistoroligheterna 1848, föranledde nu dessa att tillsammans med Charles Kingsley framträda med en till de kristna riktad appell till större medkänsla och rättfärdighet gentemot de arbetande klasserna. Som den egentlige ledaren för de "kristna socialisterna", såsom den härmed konsoliderade rörelsen kallades, var Maurice bland annat ivrigt verksam för bildandet av kooperativa föreningar och stiftade 1854 arbetarinstitutet Working Men's College, som tjänat till förebild för många senare företag av liknande art.
Till sin teologiska åskådning intog Maurice en medlande ståndpunkt. Om han än under sin Oxfordtid rönt intryck av den högkyrkliga Oxfordrörelsen, tog han dock bestämt avstånd från dennas romaniserande tendenser, men ville å andra sidan själv inte heller räkna sig till den liberala bredkyrkliga riktningen, såsom en av vars huvudrepresentanter han dock ofta brukar betraktas. Han lär genom sin sällsynt ädla, "helgonlika" personlighet ha gjort Maurice starkt intryck på alla, som kom honom nära, och som predikant utövade han vidsträckt inflytande, särskilt bland de bildade klasserna. Hans många skrifter har ansetts utmärkas mindre genom någon ovanligare tankeskärpa än genom framställningens värme och innerlighet och tänkesättets upphöjda ädelhet.